# Ellen Streidtová
Ellen Streidtová, rozená Stropahlová, později Wendlandová (* 27. července 1952) v Wittstocku, je bývalá východoněmecká atletka, který se specializovala na běh na 400 metrů.
Na letních olympijských hrách 1976 v Montrealu získala bronzovou medaili na 400 metrů a zlatou medaili na 4 × 400 metrů společně s Brigitte Rohde, Christina Brehmer a Doris Maletzki.